# Isabel Sambovo Fernandes
Isabel Sambovo Fernandes, também conhecida como Belezura (5 de junho de 1985) é ex-jogadora de handebol de Angola. Integrou a Seleção Nacional Feminina de Andebol de Angola e participou no Campeonato Mundial de Andebol Feminino de 2011, no Brasil, bem como nas Olimpíadas de Verão de 2004, 2008 e 2012.
Belezura é 5 vezes campeã africana, tendo conquistado esses títulos em 2004, 2006, 2008, 2010 e 2012.
Foi a artilheira do Campeonato Mundial Júnior Feminino de Handebol de 2005.